# Мола, Эмилио
Эми́лио Мо́ла Вида́ль (исп. Emilio Mola Vidal; 9 июня 1887 или 9 июля 1887, Пласетас, Генерал-капитанство Куба, Испания — 3 июня 1937, Алькосеро-де-Мола, Кастилия и Леон) — испанский военачальник, генерал. Участник гражданской войны 1936—1939 годов.

## Семья и образование
Родился на Кубе, бывшей тогда испанской колонией. Отец — капитан Гражданской гвардии (жандармерии), проходивший службу на Кубе и вступивший там в брак с местной уроженкой. После поражения Испании в войне с США в 1898, повлекшего за собой потерю Кубы, семья переехала в Испанию. В 1904—1907 годах Эмилио получил образование в Толедском пехотном училище, после успешного окончания которого был произведён в лейтенанты.

## Военная служба
Проходил военную службу в пехотном полку Байлена, участвовал в колониальной войне в Марокко в составе пехотного полка Мелильи, отличился в кампании 1909. С 1 августа 1911 служил в марокканских стрелковых частях (Las Fuerzas Regulares Indígenas), в 1912 был тяжело ранен в бедро и за военные отличия в боевых действиях на равнине Зайо произведён в капитаны. После возвращения в строй был направлен в пехотный полк Сериньолы, с которым участвовал в боях в Северной Африке (в том числе в районе Тетуана). Вновь отличился и был произведён в майоры.
С 1915 года — командир добровольческого батальона «Альба де То́рмес» в Барселоне, через два с половиной года был переведён в Мадрид, а оттуда вновь в испанское Марокко — в Сеуту, где вновь воевал в подразделении regulares. В 1919—1920 годах участвовал в многих боях против марокканцев, в июне 1921 года ему был присвоен чин подполковника, и он получил назначение в пехотный полк Андалузии в Сантандере. Однако уже спустя три месяца он вернулся в ряды regulares Мелильи, отличился во время операции у Дар-Акоба. Вскоре произведён в полковники (в этом чине командовал пехотным полком Мелильи), а в 1927 году — в бригадные генералы с назначением командующим войсками в Лараче (на атлантическом побережье Марокко). Успешная военная карьера Молы была обусловлена его отличиями в боевых действиях в Северной Африке (он не только получал за храбрость внеочередные повышения по службе, но и отмечался наградами, включая особо почётную — личную Военную медаль). Другим известным молодым «африканским» генералом того времени был Франсиско Франко.
В 1930 году консервативно настроенный генерал Мола был директором безопасности, его деятельность в этом качестве восстановила против него социалистов и либералов (в 1930—1931 одним из лозунгов революционеров был «Расстрелять Молу»). В этот период он занимался реорганизацией полицейских частей, в том числе созданием штурмовой гвардии. В 1931 году, после свержения монархии, он был заключён в тюрьму, в 1932 году, после военного выступления правого генерала Хосе Санхурхо был уволен в отставку. Этот период он занимался публикацией статей, в том числе с целью заработка. В то же время Мола получил известность как военный теоретик. В 1932 году он опубликовал книгу «Опыты», в которой выступил сторонником реорганизации испанской армии на профессиональной основе. Британский историк Хью Томас назвал Молу «преданным делу генералом с литературным складом ума».
В 1933 году Мола был амнистирован и возвращён в армию, служил в Генеральном штабе под руководством генерала Франко. В 1935 правоцентристское правительство, министром обороны в котором был лидер правой партии Испанская конфедерация независимых правых Хосе Мария Хиль-Роблес, назначил его командующим войсками в Мелилье, а затем главнокомандующим испанскими вооружёнными силами в Марокко. После того, как в феврале 1936 года на парламентских выборах в Испании победил левый Народный фронт, генерал Мола был назначен на периферийную должность командующего войсками в Памплоне (Наварра). В этот же время Франко был перемещён на аналогичную должность на Канарские острова — там левое правительство пыталось удалить с ключевых постов нелояльных ему военачальников.

## Организатор заговора
Однако действия властей не помешали Моле стать одним из наиболее видных организаторов военного заговора против правительства Народного фронта. Более того, назначение Молы в Наварру позволило ему наладить отношения с имевшей там значительное влияние наиболее консервативной частью монархического движения — карлистами, затем активно поддержавшими военное выступление под руководством Франко (при этом сам Мола являлся сторонником республиканской формы правления). Российский историк Сергей Данилов даёт следующую характеристику деятельности Молы в этот период: 

Эмилио Мола стал главным координатором подготовки военного мятежа. Этот человек, с неброской внешностью, в очках с дешёвой оправой, с постоянной усталостью на лице, скорее похожий не на военного, а на школьного учителя или бухгалтера, провёл массу телефонных и телеграфных переговоров со всеми военными округами страны, с офицерством каждого корпуса и каждой дивизии. Он разослал участвовавшим в заговоре генералам, полковникам и майорам ясные и исчерпывающие предписания, что, кому и когда предпринимать. Мола достиг понимания с офицерами флота. Он встречался с вождями монархического движения Кастилии и Наварры, добиваясь единства действий. Соратники с уважением именовали Молу «Директором».

5 июня 1936 года Мола представил другим участникам заговора план восстания, в котором предусматривалось создание «директории» из президента и четырёх членов и приостановление действия Конституции. План Молы предусматривал также решительное подавление всех политических и военных сил, которые могли бы помешать успеху выступления, а также «примерные наказания» политических противников.
Несмотря на конспирацию, слухи о заговоре распространялись по стране. 16 июля 1936 года верный республике начальник Молы генерал Доминго Батет вызвал его в свой штаб и предложил покинуть Памплону, мотивируя это возможностью покушения на Молу со стороны анархистов. Кроме того, Батет потребовал от Молы дать честное слово, что не выступит против республики. На это Мола дал слово, что не собирается ввязываться в авантюры — эта формулировка позволила ему продолжить участие в заговоре, который он не считал «авантюрой». Несмотря на подозрения, Батет позволил Моле вернуться в Памплону. В тот же день Мола разослал участникам заговора телеграмму с кодовым сигналом к началу выступления: «Семнадцатого в семнадцать. Директор».

## Участие в гражданской войне в Испании
17 июля военное выступление началось в Марокко. В ночь с 18 на 19 июля новоназначенный премьер-министр республики Диего Мартинес Баррио позвонил Моле в Памплону и предложил ему занять министерский пост с тем, чтобы прекратить выступление. Мола ответил отказом: 

Народный фронт не может обеспечить порядок. У вас есть свои сторонники, а у меня свои. Если бы мы заключили сделку, мы предали бы и свои идеалы, и своих людей. И нас обоих стоило бы линчевать.

Во время подавления выступления в Барселоне 20 июля был убит его брат, капитан Рамон Мола, активный сторонник националистов и участник заговора. В то же время генералу Моле удалось установить контроль над значительной частью севера страны. Он занимался не только военными и организационными вопросами, но и пропагандой, лично выступая по радио и резко критикуя республиканцев. Особенно сильным его нападкам подвергался президент Мануэль Асанья, которого он обвинял в действиях, направленных на развал армии (Асанья был министром обороны, когда Мола был уволен из вооружённых сил), называл чудовищем и требовал заключить в клетку.
Уже к 22 июля Северная армия Молы заняла Старую Кастилию, однако попытка прорваться к Мадриду завершилась неудачей из-за недостатка сил и отсутствия резервов. В августе его войска начали новое наступление, которое носило демонстрационный характер — оно сковало силы республиканцев, не позволив им успешно действовать на других участках фронта. В то же время он атаковал на севере против сражавшихся на стороне республиканцев формирований басков, добиваясь успехов с большими потерями. 3 сентября 1936 подчинённые ему войска под командованием полковника Альфонсо Беорлеги взяли город Ирун, после чего баскские вооружённые силы были отрезаны от французской границы. 13 сентября был взят Сан-Себастьян — это стало не только военной, но и политической победой.
30 сентября 1936 года Мола участвовал в совещании восьми ведущих военных лидеров националистов, на котором Франсиско Франко был избран единоличным военно-политическим вождём (каудильо). Мола был в числе двух генералов, голосовавших против Франко. В октябре-ноябре 1936 он руководил штурмом Мадрида, обещая взять его к 7 ноября. При этом ему принадлежит знаменитое изречение о «пятой колонне», которая поддержит изнутри наступление четырёх военных колонн националистов. Однако штурм Мадрида завершился неудачей, и к концу ноября стороны перешли к позиционной войне — линия фронта проходила по окраине города.
Весной 1937 года Мола возглавил новое наступление на севере страны против басков. В ходе этого наступления союзная националистам немецкая авиация 26 апреля разрушила древнюю баскскую столицу Гернику, которая на следующий день была занята войсками Молы. 19 июня националисты взяли столицу Бискайи Бильбао, что стало решающим успехом националистов на этом участке фронта.

## Смерть Молы
Однако ещё 3 июня генерал Мола погиб в авиакатастрофе, направляясь из Памплоны на северный фронт. Сложные отношения между Франко и Молой стали причиной появления версии о причастности каудильо к гибели «Директора». По мнению германского посла в Испании генерала Вильгельма Фаупеля, Франко, «без сомнения, испытал облегчение при известии о смерти Молы». Кроме того, ещё в июле 1936 также в авиакатастрофе погиб ещё один возможный соперник Франко, генерал Хосе Санхурхо. Однако никаких доказательств этой версии не существует. После окончания войны Франко посмертно присвоил Моле титул герцога.
Адольф Гитлер после гибели генерала заявил: «Гибель Молы стала трагедией Испании. Мола — это настоящий мозг, настоящий вождь». Чилийский поэт и активный сторонник испанских республиканцев Пабло Неруда назвал одно из своих самых резких стихотворений «Мола в аду».

## Подводная лодка
В память о Моле была названа подводная лодка «Генерал Мола» («General Mola»), переданная испанским националистам их итальянскими союзниками (в Италии она называлась «Торричелли»). Она находилась в строю до начала 1950-х годов, когда была заменена подводной лодкой, построенной в Испании.

## В кинематографе
- 2019 Пока идет война / Mientras dure la guerra. В роли Луис Кальехо.